# Інститут водного транспорту імені Г. Я. Сєдова
Інститут водного транспорту ім. Г. Я. Сєдова- навчальний заклад в Ростові-на-Дону, філія ДМУ ім. Адмірала Ф. Ф. Ушакова (до 2012 року — Ростовський-на-Дону морський коледж ім. Г. Я. Сєдова).

## Назви навчального закладу
- З 1876 по 1902 -Морехідні класи
- З 1902 по 1908 -Морехідне училище далекого плавання
- З 1908 по 1920 -Ростовські-на-Дону з'єднані училища далекого плавання і суднових механіків Торгового флоту з пріготовітельная при них школою
- З 1920 по 1923 -Ростовський-на-Дону технікум водного транспорту
- З 1923 по 1944 -Ростовський-на-Дону політехнікум водних шляхів сполучення
- З 1944 по 1992 -Ростовське-на-Дону морехідне училище ім. Г. Я. Сєдова
- З 1992 по 2012 -Ростовський-на-Дону морський коледж ім. Г. Я. Сєдова
- З 2012 по наст. час -Інститут водного транспорту ім. Г. Я. Сєдова

## Історія
Історія коледжу починається з перших на Азові морехідних класів, відкритих в 1876 у за ініціативою громадськості Донського краю для підготовки штурманів каботажного плавання. З 1902 рік а — «Морехідне училище далекого плавання», з 1908 рік а — «Ростовські-на-Дону з'єднані училища далекого плавання і суднових механіків Торгового флоту з пріготовітельная при них школою». З 1920 а — Ростовський-на-Дону технікум водного транспорту. З 1923 а — Ростовський-на-Дону політехнікум водних шляхів сполучення. З 1944 а — Ростовське-на-Дону морехідне училище ім. Г. Я. Сєдова. У 1992 рік у навчальний заклад отримав статус морського коледжу.
За великий внесок у розвиток морської галузі Батьківщини в 1976 рік у училище нагороджено орденом «Знак Пошани».
Ростовський-на-Дону морський коледж ім. Г. Я. Сєдова Перетворити
в Інститут водного транспорту ім. Г. Я. Седова
Восени 2011-го МГА імені адмірала Ф. Ф. Ушакова присвоєно статус УНІВЕРСИТЕТУ! Це гідне визнання заслуг академії, яка за час свого існування підготувала понад 25 тисяч фахівців, конкурентоспроможних на внутрішньому і міжнародному ринках праці. Зміни торкнулися не тільки академії, але і її філій. Зокрема, Ростовський морський коледж ім. Г. Я. Сєдова був перейменований в Інститут водного транспорту ім. Г. Я. Сєдова. Найбільш суттєвою особливістю ІХТ ім. Г. Я. Седова є реалізація всіх ступенів морської освіти. Це, з одного боку — підготовка фахівців різних кваліфікаційних рівнів, з іншого — забезпечення учням і студентам свободи вибору свого освітнього маршруту з урахуванням рівня і динаміки розвитку їх здібностей, нахилів та інтересів.
Освітню діяльність ІХТ веде за чинною ліцензією університету в частині програми, що стосуються РМК ім. Г. Я. Сєдова, до її переоформлення за новим найменуванням філії на підставі ФЗ № 99 від 04.05.2011 «Про ліцензування окремих видів діяльності».

## Спеціальності
- Морське судноводіння в необмеженій плаванні
- Судноводіння та експлуатація технічного флоту
- Експлуатація енергетичних установок морських суден
- Правознавство

## Навчальні суду морехідного училища
- Баркентіна «Святий Іполит» (з 1924 по 19?? Рік)
- Баркентіна «Вега» (з 19?? По 1941)
- Баркентіна «Альфа» (з 1954 по 19?? Рік)

## Відомі випускники
- Бєлоусов, Михайло Прокопович (1904–1946) — капітан далекого плавання, Герой Радянського Союзу, в 1940–1946 керівник Арктичного флоту СРСР.
- Лунін, Микола Олександрович (1907–1970) — командир підводного човна Щ-421, пізніше — К-21, Герой Радянського Союзу.
- Сігутін, Олександр Васильович (1959) — російський художник.

а Сєдова забули? Дубінін Ал. Вікт.